# Triphassa stalachtis
Triphassa stalachtis is een vlinder uit de familie snuitmotten (Pyralidae). De wetenschappelijke naam van deze soort is voor het eerst geldig gepubliceerd in 1818 door Hübner.
De soort komt voor in tropisch Afrika.